# بری کورنر (ویسکانسین)
بری کورنر (به انگلیسی: Barry Corner) یک منطقهٔ مسکونی در ایالات متحده آمریکا است که در شهر رتین واقع شده‌است. بری کورنر ۳۵۹٫۹۷ متر بالاتر از سطح دریا واقع شده‌است.